# Dürrröhrsdorf-Dittersbach
Dürrröhrsdorf-Dittersbach je obec v německé spolkové zemi Sasko. Nachází se v zemském okrese Saské Švýcarsko-Východní Krušné hory a má přibližně 4 300 obyvatel.

## Geografie
Obec na západě sousedí s Drážďany, hlavním městem Saska. Povrch tvoří údolí řeky Wesenitz spolu s vedlejšími údolími a okolními výšinami. Nádražím v Dürrröhrsdorfu prochází železniční tratě Kamenec – Pirna, Neustadt – Dürrröhrsdorf a zrušená trať Dürrröhrsdorf – Weißig.

## Historie
Obec s názvem Dürrröhrsdorf-Dittersbach vznikla roku 1965 sloučením do té doby samostatných obcí. Roku 1994 se k ní připojily Porschendorf, Stürza a Wünschendorf, roku 1999 pak Wilschdorf.

## Správní členění
Dürrröhrsdorf-Dittersbach se dělí na 7 místních částí.
- Dobra
- Dürrröhrsdorf-Dittersbach
- Elbersdorf
- Porschendorf
- Stürza
- Wilschdorf
- Wünschendorf

## Starostovské volby 2022
Ve starostovských volbách 12. června 2022 byl starostou zvolen Jochen Michael Steglich (UB), který získal 68,6 % hlasů.

## Pamětihodnosti
- Belvedere, tj. letohrádek Schöne Höhe (Hezká výšina) s freskami inspirovanými Goetheho baladami od Carla Gottlieba Peschelze
- zámek Dittersbach
- vesnický kostel